# Francesco Maria Berio di Salsa
Francesco Maria Berio di Salsa, marquès de Salsa o Salza (Nàpols, 1765 - Nàpols, 1820), fou un aristòcrata napolità que va escriure els llibrets de dues òperes de Gioachino Rossini, Otello (1816) i Ricciardo e Zoraide (1818).